# Mushoku no Eiyū
Mushoku no Eiyū: Betsu ni Skill Nanka Iranakattan da ga (無職の英雄 別にスキルなんか要らなかったんだが Mushoku no Eiyū: Betsu ni Sukiru Nanka Iranakattan da ga?), también conocida como Hero Without Class, es una serie de novelas ligeras japonesas escritas por Shichio Kuzu e ilustradas por Yumehito Ueda. Se publicó por entregas en línea desde noviembre de 2017 hasta mayo de 2020 en el sitio web de publicación de novelas generadas por usuarios Shōsetsuka ni Narō. Posteriormente fue adquirido por Earth Star Entertainment, que ha publicado cuatro volúmenes desde julio de 2018 bajo su sello Earth Star Novel. 
Una adaptación a manga con arte de Akio Nanae se ha serializado en línea a través del sitio web Comic Earth Star de Earth Star Entertainment desde noviembre de 2018 y se ha recopilado en ocho volúmenes tankōbon. Una adaptación de la serie de televisión de anime producida por Studio A-Cat se estrenará en 2025.

## Argumento
En un mundo donde las personas reciben una "profesión" como bendición de la diosa cuando cumplen diez años, el protagonista, Arelle, nació de una madre que es una "Princesa de la Espada" (una ocupación de alto rango) y un padre que es un "Rey Mágico". A pesar de someterse a una ceremonia de bendición, se revela que su profesión es "desempleado" y no tiene bendición ocupacional. Sin embargo, Arelle no se volvió pesimista en absoluto y mediante un entrenamiento extraordinario logró reproducir las "habilidades" adquiridas a través de su profesión utilizando únicamente sus propias capacidades. Sin estar limitado por una profesión, Arelle domina las habilidades de espadachín en la Ciudad de las Espadas y toma clases en las seis academias de la Academia Mágica al mismo tiempo en la Ciudad Mágica. Cada vez que domina las habilidades de una profesión en particular, aprende una profesión diferente y, a pesar de estar "desempleado", adquiere la increíble fuerza para poder usar las habilidades de todas las profesiones avanzadas al mismo tiempo.

## Personajes
Allele (アレル Areru?)
 Seiyū: Kensho Ono
Laina (ライナ Raina?)
 Seiyū: Saori Hayami
Lilia (リリア Riria?)
 Seiyū: Sumire Uesaka
Kufa (クーファ Kūfa?)
 Seiyū: Rumi Okubo
Farah (ファラ Fara?)
 Seiyū: Mai Nakahara
Leon (レオン Reon?)
 Seiyū: Shinya Takahashi
Astea (アステア Asutea?)
 Seiyū: Karin Isobe
Mila (ミラ Mira?)
 Seiyū: Yuka Iguchi

## Contenido de la obra

### Novelas ligeras
La novela ligera fue escrito por Shichio Kuzu, Mushoku no Eiyū se publicó inicialmente por entregas en el sitio web de publicación de novelas generadas por usuarios Shōsetsuka ni Narō del 15 de noviembre de 2017 al 15 de mayo de 2020. Posteriormente fue adquirido por Earth Star Entertainment, quien comenzó a publicarlo bajo su sello Earth Star Novel con ilustraciones de Yumehito Ueda el 16 de julio de 2018. Se han lanzado cuatro volúmenes hasta junio de 2019.
| Volúmenes de novelas ligeras publicadas | Volúmenes de novelas ligeras publicadas | Volúmenes de novelas ligeras publicadas |
| Número                                  | Fecha de lanzamiento                    | ISBN                                    |
| --------------------------------------- | --------------------------------------- | --------------------------------------- |
| 1                                       | 16 de julio de 2018                     | ISBN 978-4-8030-1204-0                  |
| 2                                       | 15 de noviembre de 2018                 | ISBN 978-4-8030-1248-4                  |
| 3                                       | 15 de marzo de 2019                     | ISBN 978-4-8030-1274-3                  |
| 4                                       | 15 de junio de 2019                     | ISBN 978-4-8030-1303-0                  |

### Manga
Una adaptación de manga ilustrada por Akio Nanae comenzó a publicarse en la revista en línea Comic Earth Star de Earth Star Entertainment el 12 de noviembre de 2018. Sus capítulos se han compilado en nueve volúmenes de tankōbon a marzo de 2025. La adaptación al manga tiene licencia en Norteamérica de One Peace Books.
| Volúmenes de manga publicados | Volúmenes de manga publicados | Volúmenes de manga publicados |
| Número                        | Fecha de lanzamiento          | ISBN                          |
| ----------------------------- | ----------------------------- | ----------------------------- |
| 1                             | 12 de junio de 2019           | ISBN 978-4-8030-1298-9        |
| 2                             | 12 de marzo de 2020           | ISBN 978-4-8030-1395-5        |
| 3                             | 12 de septiembre de 2020      | ISBN 978-4-8030-1447-1        |
| 4                             | 12 de marzo de 2021           | ISBN 978-4-8030-1497-6        |
| 5                             | 12 de octubre de 2021         | ISBN 978-4-8030-1447-1        |
| 6                             | 12 de mayo de 2022            | ISBN 978-4-8030-1642-0        |
| 7                             | 12 de octubre de 2023         | ISBN 978-4-8030-1846-2        |
| 8                             | 12 de junio de 2024           | ISBN 978-4-8030-1959-9        |
| 9                             | 12 de marzo de 2025           | ISBN 978-4-8030-2090-8        |

### Anime
El 5 de octubre de 2023 se anunció una adaptación de la serie de televisión de anime. La serie será producida por Studio A-Cat y dirigida por Kaoru Yabana, con Chabo Higurashi escribiendo y supervisando los guiones de la serie y Kento Asahina componiendo la música. Está previsto su estreno en octubre de 2025. El tema de apertura es "Reincarnation" interpretado por Kaya, mientras que el tema de cierre es "Kiseki Nanka Iranai" interpretado por miembros del grupo musical Utahime Dream. Sentai Filmworks obtuvo la licencia de la serie en América del Norte para su transmisión en HIDIVE.